# Halley (krater)
För andra betydelser, se Halley (olika betydelser).
Halley är en nedslagskrater på planeten Mars. Kratern är namngiven efter astronomen och fysikern Edmond Halley.
Kratern har en diameter på ungefär 83 km.